# 산성초등학교 우도분교
산성초등학교 우도분교는 대한민국 충청남도 서산시 지곡면 중왕리에 있었던 공립 초등학교이다.

## 연혁
- 1968. 3. 1. : 산성국민학교 우도분교장 설립 인가
- 1968. 5.13. : 개교(1,2학년)
- 1977. 3. 1. : 2학급 인가
- 1985. 3. 1. : 3학급 인가
- 1997. 3. 1. : 산성초등학교 우도분교 폐교